# Douglas Martínez
Douglas Francisco Martínez Juárez (Olanchito, 5 giugno 1997) è un calciatore honduregno, attaccante del Charleston Battery.

## Carriera

### Club
Ha giocato nella massima serie honduregna e in quella statunitense.

### Nazionale
Ha partecipato ai Mondiali Under-20 del 2017. Nel 2019 ha esordito in nazionale maggiore.

## Statistiche

### Presenze e reti nei club
Statistiche aggiornate all'11 febbraio 2022.
| Stagione              | Squadra               | Campionato            | Campionato | Campionato | Coppe nazionali | Coppe nazionali | Coppe nazionali | Coppe continentali | Coppe continentali | Coppe continentali | Altre coppe | Altre coppe | Altre coppe | Totale | Totale |
| Stagione              | Squadra               | Comp                  | Pres       | Reti       | Comp            | Pres            | Reti            | Comp               | Pres               | Reti               | Comp        | Pres        | Reti        | Pres   | Reti   |
| --------------------- | --------------------- | --------------------- | ---------- | ---------- | --------------- | --------------- | --------------- | ------------------ | ------------------ | ------------------ | ----------- | ----------- | ----------- | ------ | ------ |
| 2013-2014             | Vida                  | LN                    | 1          | 0          |                 | -               | -               |                    | -                  | -                  |             | -           | -           | 1      | 0      |
| 2014-2015             | Vida                  | LN                    | 0          | 0          |                 | -               | -               |                    | -                  | -                  |             | -           | -           | 0      | 0      |
| 2015-2016             | Vida                  | LN                    | 5          | 0          |                 | -               | -               |                    | -                  | -                  |             | -           | -           | 5      | 0      |
| 2016-apr. 2017        | Vida                  | LN                    | 13         | 1          |                 | -               | -               |                    | -                  | -                  |             | -           | -           | 13     | 1      |
| apr.-nov. 2017        | N.Y. Red Bulls II     | USL                   | 15+1       | 1+0        |                 | -               | -               |                    | -                  | -                  |             | -           | -           | 16     | 1      |
| nov. 2017-2018        | Vida                  | LN                    | 5          | 0          |                 | -               | -               |                    | -                  | -                  |             | -           | -           | 5      | 0      |
| 2018-gen. 2019        | Vida                  | LN                    | 3          | 0          |                 | -               | -               |                    | -                  | -                  |             | -           | -           | 3      | 0      |
| Totale Vida           | Totale Vida           | Totale Vida           | 27         | 1          |                 | -               | -               |                    | -                  | -                  |             | -           | -           | 27     | 1      |
| 2019                  | Real Monarchs         | USLC                  | 22+3       | 16+1       |                 | -               | -               |                    | -                  | -                  |             | -           | -           | 25     | 17     |
| apr.-ago. 2021        | Real Monarchs         | USLC                  | 7          | 2          |                 | -               | -               |                    | -                  | -                  |             | -           | -           | 7      | 2      |
| Totale Real Monarchs  | Totale Real Monarchs  | Totale Real Monarchs  | 32         | 19         |                 | -               | -               |                    | -                  | -                  |             | -           | -           | 32     | 19     |
| 2019                  | Real Salt Lake        | MLS                   | 1          | 0          | USOC            | 0               | 0               |                    | -                  | -                  |             | -           | -           | 1      | 0      |
| 2020                  | Real Salt Lake        | MLS+MisB              | 15+4       | 2+1        |                 | -               | -               |                    | -                  | -                  |             | -           | -           | 19     | 3      |
| apr.-ago. 2021        | Real Salt Lake        | MLS                   | 6          | 0          |                 | -               | -               |                    | -                  | -                  |             | -           | -           | 6      | 0      |
| Totale Real Salt Lake | Totale Real Salt Lake | Totale Real Salt Lake | 26         | 3          |                 | 0               | 0               |                    | -                  | -                  |             | -           | -           | 26     | 3      |
| ago.-nov. 2021        | San Diego Loyal       | USLC                  | 10+1       | 2+0        |                 | -               | -               |                    | -                  | -                  |             | -           | -           | 11     | 2      |
| 2022                  | Sacramento Republic   | USLC                  | 0          | 0          |                 | -               | -               |                    | -                  | -                  |             | -           | -           | 0      | 0      |
| Totale carriera       | Totale carriera       | Totale carriera       | 112        | 26         |                 | 0               | 0               |                    | -                  | -                  |             | -           | -           | 112    | 26     |

### Cronologia presenze e reti in nazionale
| Cronologia completa delle presenze e delle reti in nazionale ― Honduras | Cronologia completa delle presenze e delle reti in nazionale ― Honduras | Cronologia completa delle presenze e delle reti in nazionale ― Honduras | Cronologia completa delle presenze e delle reti in nazionale ― Honduras | Cronologia completa delle presenze e delle reti in nazionale ― Honduras | Cronologia completa delle presenze e delle reti in nazionale ― Honduras | Cronologia completa delle presenze e delle reti in nazionale ― Honduras | Cronologia completa delle presenze e delle reti in nazionale ― Honduras |
| Data                                                                    | Città                                                                   | In casa                                                                 | Risultato                                                               | Ospiti                                                                  | Competizione                                                            | Reti                                                                    | Note                                                                    |
| ----------------------------------------------------------------------- | ----------------------------------------------------------------------- | ----------------------------------------------------------------------- | ----------------------------------------------------------------------- | ----------------------------------------------------------------------- | ----------------------------------------------------------------------- | ----------------------------------------------------------------------- | ----------------------------------------------------------------------- |
| 10-10-2019                                                              | Port of Spain                                                           | Trinidad e Tobago                                                       | 0 – 2                                                                   | Honduras                                                                | CONCACAF Nations League 2019-2020 - 1º turno                            | 1                                                                       | 82’                                                                     |
| 13-10-2019                                                              | San Pedro Sula                                                          | Honduras                                                                | 1 – 0                                                                   | Martinica                                                               | CONCACAF Nations League 2019-2020 - 1º turno                            | -                                                                       | 79’                                                                     |
| 14-11-2019                                                              | Fort-de-France                                                          | Martinica                                                               | 1 – 1                                                                   | Honduras                                                                | CONCACAF Nations League 2019-2020 - 2º turno                            | -                                                                       | 45+1’                                                                   |
| 15-11-2020                                                              | Città del Guatemala                                                     | Guatemala                                                               | 2 – 1                                                                   | Honduras                                                                | Amichevole                                                              | -                                                                       | 46’                                                                     |
| 17-1-2024                                                               | Fort Lauderdale                                                         | Honduras                                                                | 0 – 2                                                                   | Islanda                                                                 | Amichevole                                                              | -                                                                       | 60’ 75’                                                                 |
| 23-3-2024                                                               | Frisco                                                                  | Costa Rica                                                              | 3 – 1                                                                   | Honduras                                                                | CONCACAF Nations League 2023-2024 - Play-off                            | -                                                                       | 83’                                                                     |
| 6-9-2024                                                                | Tegucigalpa                                                             | Honduras                                                                | 4 – 0                                                                   | Trinidad e Tobago                                                       | CONCACAF Nations League 2024-2025 - 1º turno                            | -                                                                       | 68’                                                                     |
| 10-9-2024                                                               | Tegucigalpa                                                             | Honduras                                                                | 1 – 2                                                                   | Giamaica                                                                | CONCACAF Nations League 2024-2025 - 1º turno                            | -                                                                       | 84’                                                                     |
| Totale                                                                  |                                                                         | Presenze                                                                | 8                                                                       |                                                                         | Reti                                                                    | 1                                                                       |                                                                         |

## Palmarès

### Club

#### Competizioni nazionali
- USL Championship: 1

Real Monarchs: 2019